# Święta Anna

Leonardo da Vinci, Św. Anna Samotrzeć, 1510

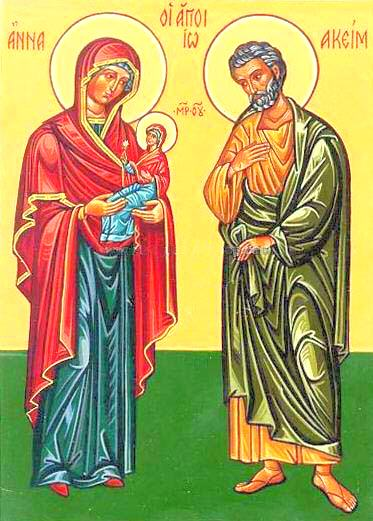
Rodzice z Maryją jako dzieckiem

Święta Anna, Anna sprawiedliwa (cs. Prawiednaja Anna, hebr. hannah: „łaska”, „wdzięk”) – matka Marii z Nazaretu i babka Jezusa Chrystusa, żona świętego Joachima, święta Kościoła katolickiego i prawosławnego.

## Życie

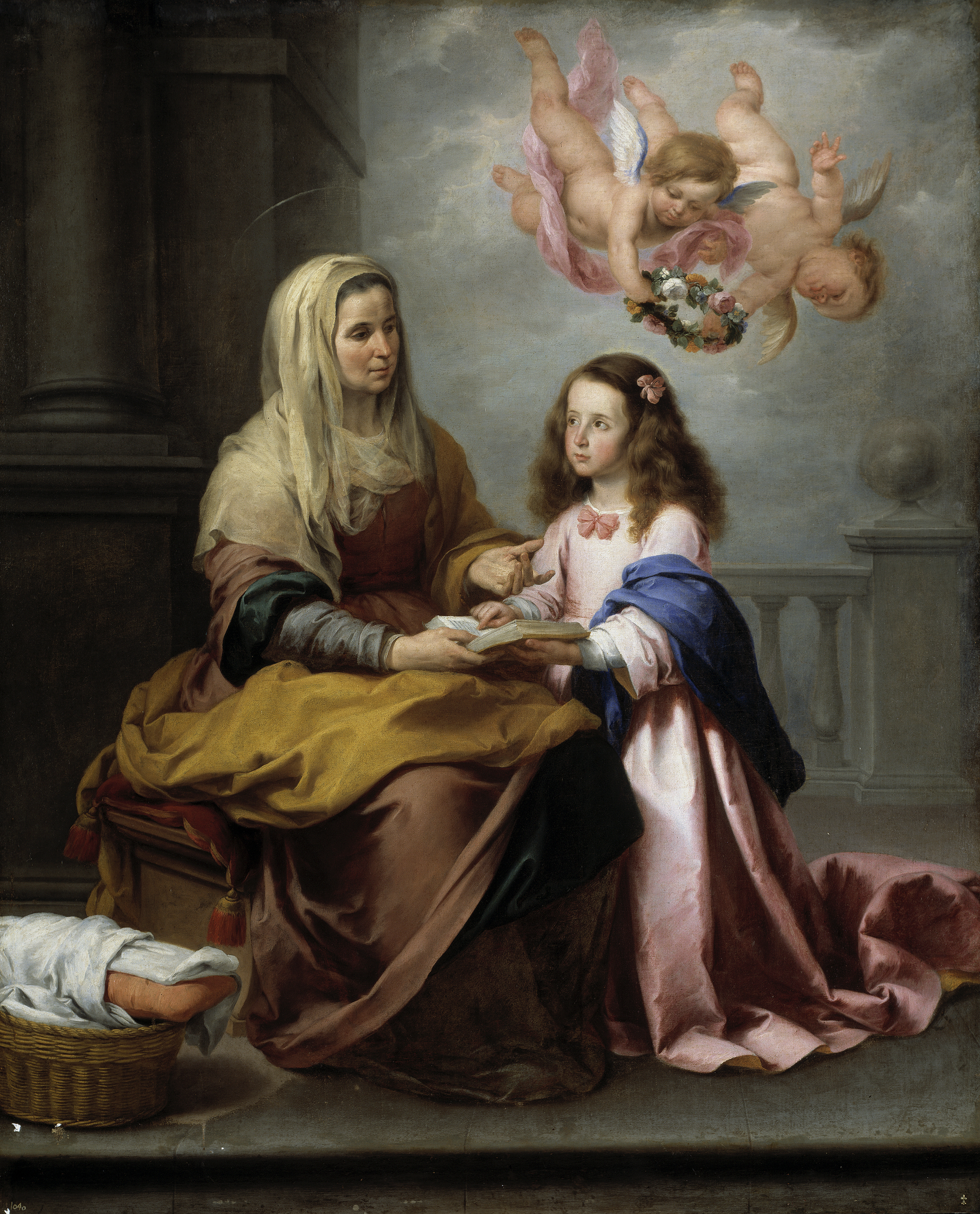
Tradycyjne przedstawienie świętej Anny nauczającej Maryję, Bartolomé Esteban Murillo, ok. 1655

O życiu świętej Anny nie ma żadnych informacji w księgach Nowego Testamentu. Jedyne teksty źródłowe na jej temat to pismach apokryficzne pochodzące z początków chrześcijaństwa. Najwięcej wiadomości o matce Maryi znajduje się w Protoewangelii Jakuba i Ewangelii Pseudo-Mateusza.
Według tych źródeł święta Anna urodziła się w Judei, gdzie w Betlejem znajdował się jej rodzinny dom. Rodzice Anny – Stolanus i Emerentiana – według tradycji byli potomkami królewskiego rodu Dawida, lecz nie posiadali znaczących dóbr. Byli gorliwymi wyznawcami starej wiary, modlili się i spełniali dobre uczynki. Anna otrzymała od swoich rodziców staranne wychowanie pogłębione przez służbę w Świątyni Jerozolimskiej. Swojego męża Joachima poślubiła, gdy miała 24 lata. Joachim także pochodził z pokolenia Dawidowego. Joachim i Anna uważali swoje małżeństwo za związek święty, złączony przez Boga. Oboje zachowywali Prawo Boże, a swój majątek dzielili na trzy części: jedną ofiarowywali na utrzymanie świątyni, drugą na potrzeby ludzi biednych i pielgrzymów, a trzecią pozostawiali dla siebie.
Małżeństwo przez 20 lat pożycia zmagało się z problemem braku potomstwa. W kulturze żydowskiej brak dziecka był uważany za hańbę i karę Bożą. Anna i Joachim modlili się o potomstwo, a mąż udał się na pustynię, gdzie rozbił swój namiot i pościł przez 40 dni oraz nocy. Pod jego nieobecność Anna modliła się do Boga: „Panie, Boże wszechmogący, który obdarzyłeś potomstwem wszystkie stworzenia, zwierzęta dzikie i domowe, gady, ryby, ptaki, i wszystko to cieszy się ze swego potomstwa, dlaczego mnie jedną odsunąłeś od daru Twojej łaskawości? Ty wiesz, Panie, że na początku małżeństwa złożyłam ślub, iż jeżeli dasz mi syna lub córkę, ofiaruję je Tobie w Twym świętym przybytku”. Wtedy Annie ukazał się anioł, który zapowiedział poczęcie dziecka. W tym samym czasie jej mąż również miał widzenia anioła, który zapowiedział: „Pan Bóg przyjął łaskawie twoją modlitwę i jałmużnę, otrzymasz córeczkę i nadasz jej na imię Maryja; ta córeczka będzie od dzieciństwa Bogu oddana i pełna Ducha Świętego”.
W 45 roku życia Anny, dnia 8 września, urodziła się dziewczynka, której zgodnie ze zwyczajem żydowskim w 15. dniu życia nadano imię. 80 dni po narodzeniu Maryi rodzice przynieśli ją do świątyni, aby złożyć przepisaną prawem ofiarę i spełnić ślubowanie. W wieku 14 lat Maryja została żoną Józefa. Anna zamieszkała z córką i jej mężem w Nazarecie, dożywszy wieku 80 lat. Została pochowana blisko Joachima w Dolinie Jozafata.

## Kult
Kult Anny istniał już we wczesnym okresie chrześcijaństwa. Święto rodziców Matki Bożej obchodzono najpierw tylko na Wschodzie. Na Zachodzie wprowadzono je dopiero w X wieku. Cerkiew prosi o ich wstawiennictwo przed Bogiem w czasie każdego z odpustów, którymi kapłan kończy nabożeństwo.
Dzień obchodów
Wspomnienie liturgiczne św. Anny i św. Joachima w Kościele katolickim obchodzone jest 26 lipca.
Cerkiew prawosławna wspomina świętą kapłankę Annę trzykrotnie:
- 26 lipca/7 sierpnia[e], tj. 7 sierpnia według kalendarza gregoriańskiego (zaśnięcie),
- 9/22 września tj. 22 września (dzień po święcie Narodzenia Matki Bożej),
- 9/22 grudnia tj. 22 grudnia (poczęcie Matki Bożej).

Patronat
Jest patronką małżeństw, matek, wdów, piekarzy i żeglarzy.

## Ikonografia
W ikonografii przedstawiana jest w powłóczystej szacie, najczęściej jak naucza Najświętszą Marię Pannę pod postacią dziewczynki. Popularne są też jej przedstawienia jako piastującej małą Maryję i małego Jezusa tzw. św. Anna Samotrzecia. Jej atrybuty to Złota Brama przy której zgodnie a apokryfami spotkała się z Joachimem i została cudownie poczęta Maryja, lilia, księga lub zwój nawiązujące do jej życiowej mądrości przekazanej córce lub też jako symbol ufności słowu bożemu, lilia i Maryja jako mała dziewczynka. 
W Krzeszowie znajduje się fresk rodziny św. Anny.